# Ghiacciaio King
Il ghiacciaio King è un ghiacciaio dell'Antartide situato appena a nordovest del Monte Ida e che fluisce in direzione nord dai Monti della Regina Alessandra verso la barriera di Ross. 
La denominazione è stata attribuita dal Comitato consultivo dei nomi antartici (US-ACAN) in onore del luogotenente Hugh A. King della U.S. Navy, che nel 1964 era l'ufficiale responsabile della stazione di Capo Hallett.